# کیان هایتائو
کیان هایتائو (به چینی: 钱海涛؛ زادهٔ ۱۲ اوت ۱۹۹۶) یک کشتی‌گیر فرنگی‌کار اهل کشور چین است. وی سابقه حضور در المپیک ۲۰۲۴ پاریس را دارد.
از افتخارات وی می‌توان به کسب مدال برنز مسابقات قهرمانی کشتی جهان ۲۰۱۹ اشاره کرد.

## مسابقات قهرمانی کشتی جهان ۲۰۱۹
هایتائو در وزن ۸۲ کیلوگرم کشتی فرنگی مسابقات قهرمانی کشتی جهان ۲۰۱۹ نورسلطان حاضر بود که در مسابقه اول امراه کوش از ترکیه را شکست داد اما در مسابقه بعد به لاشا گوبادزه از گرجستان باخت و با توجه به حضور این کشتی‌گیر در فینال، به دیدار شانس مجدد رفت. او در مراحل شانس مجدد جان استفانوویچ از آمریکا را شکست داد و به دیدار رده‌بندی رسید. وی در این دیدار نوربیک خاشیمبکوف از ازبکستان را شکست داد و مدال برنز وزن ۸۲ کیلوگرم را به دست آورد.